# Aron Gurevič
Aron Jakovlevič Gurevič (rusky Арон Яковлевич Гуревич, 12. května 1924 Moskva – 5. srpna 2006 tamtéž) byl ruský vědec, kulturolog a historik-medievalista.

## Život
Historii studoval na Moskevské státní univerzitě, promoval v roce 1950, doktorát získal v roce 1962. Byl vedoucím pracovníkem Institutu všeobecné historie Akademie věd SSSR. Je autorem více než 500 odborných prací.
Jeho práce byla ovlivněna Jacquesem Le Goffem a Georgesem Dubym, sám se považoval za člena školy Annales. Ve srovnání s historiky této školy však silněji čerpal ze severských pramenů (středověká Evropa se v jeho pojetí rozkládá nejen na ose Paříž–Řím–Jeruzalém, sahá rovněž "od Islandu po Kyjev"). Byl ovlivněn myšlenkami M. M. Bachtina, ale některé z nich popíral. Gurevičovo dílo bylo považováno za antimarxistické a v Sovětském svazu bylo přijímáno nepřátelsky, ale bylo podporováno v zahraničí v rámci školy Analles, ačkoli mu nebylo dovoleno vycestovat do zahraničí před zahájením perestrojky (1987).
Do českého prostředí jej už v 70. letech uvedl překladem jeho zásadního díla Kategorie středověké kultury Jaroslav Kolár.

## Dílo (vydané v Česku)
- Jedinec a společnost středověkého západu. Praha: ARGO, 2016. 344 s. ISBN 978-80-257-1871-1.
- Historikova historie. Praha: ARGO, 2007. 300 s. ISBN 978-80-7203-840-4.
- Nebe, peklo, svět. Jinočany: H+H, 1996. 524 s. ISBN 80-85787-41-5.
- Kategorie středověké kultury. Praha: Mladá fronta, 1978. 286 s.
- Kultura a společnost středověké Evropy očima současníků: Exempla 13. století. Praha: ARGO, 2022. 308 s. ISBN 978-80-257-3822-1.